# Titularbistum Diocletianopolis in Thracia
Diocletianopolis in Thracia (ital.: Dioclezianopoli di Tracia) ist ein Titularbistum der römisch-katholischen Kirche. 
Der historische Bischofssitz befand sich in der historischen Landschaft Thrakien in der gleichnamigen antiken Stadt (heute Chissarja) und liegt im heutigen Bulgarien. Der Bischofssitz war der Kirchenprovinz Trimontium zugeordnet.
| Titularbischöfe von Diocletianopolis in Thracia |                    |                                            |                |              |
| Nr.                                             | Name               | Amt                                        | von            | bis          |
| 1                                               | Metodi Stratiew AA | Apostolischer Exarch von Sofia (Bulgarien) | 28. April 1963 | 12. Mai 2006 |